# Astro Fantasia
Astro Fantasia (アストロファンタジア?, Asutoro Fantajia) è un videogioco arcade del 1981 prodotto da Data East che opera attraverso il loro DECO Cassette System.

## Modalità di gioco
Astro Fantasia è uno sparatutto a schermata fissa, che utilizza un punto di vista obliquo da dietro l'astronave simile a Silpheed. Il giocatore pilota per l'appunto un'astronave che può muoversi in ogni direzione nelle due diverse schermate di gioco che si alternano.
La prima schermata utilizza una grafica pseudo 3D e ha un grande pezzo di quello che sembra essere parte di una grande stazione spaziale come sfondo nella metà inferiore dello schermo. Il giocatore non può andare oltre l'area nera. Una navicella madre vista da lontano invia costantemente piccole navicelle rosse e verdi che devono essere eliminate. Una volta distrutto un certo numero di nemici, la stazione spaziale scorre via, consentendo al giocatore di passare alla seconda schermata dove affronterà direttamente la navicella madre. Il multi-colpo è scomparso ed essa viene attaccata sparando solo un colpo alla volta. Dopo averla annientata il giocatore riceve punti bonus in base a quanto carburante della sua astronave è rimasta, e la sessione si ripete ma con difficoltà crescente.